# Турбуря (комуна)
Турбуря (рум. Turburea) — комуна у повіті Горж в Румунії. До складу комуни входять такі села (дані про населення за 2002 рік):
- Кокорова (616 осіб)
- Пояна (1369 осіб)
- Спахій (400 осіб)
- Турбуря (1649 осіб) — адміністративний центр комуни
- Шипоту (699 осіб)

Комуна розташована на відстані 206 км на захід від Бухареста, 39 км на південний схід від Тиргу-Жіу, 49 км на північний захід від Крайови.

## Населення
За даними перепису населення 2002 року у комуні проживали 4733 особи. Усі жителі комуни рідною мовою назвали румунську.
Національний склад населення комуни:
| Національність | Кількість осіб | Відсоток |
| -------------- | -------------- | -------- |
| румуни         | 4731           | > 99,9%  |
| цигани         | 2              | < 0,1%   |

Склад населення комуни за віросповіданням:
| Релігія        | Кількість осіб | Відсоток |
| -------------- | -------------- | -------- |
| православні    | 4731           | > 99,9%  |
| греко-католики | 2              | < 0,1%   |